# 链珠藤
链珠藤（学名：Alyxia sinensis）为夹竹桃科念珠藤属的植物，是中国的特有植物。分布在中国大陆的福建、广东、浙江、贵州、广西、江西、湖南等地，生长于海拔100米至1,000米的地区，一般生于矮林以及灌木丛中。

## 别名
阿利藤（中国树木分类学）；满山香、鸡骨香、过山香、春根藤（广东）；过滑边、山红来、瓜子英（福建），瓜子藤（广东、广西）

## 异名
- Alyxia acutifolia Tsiang
- Alyxia euonymifolia Tsiang
- Alyxia kweichowensis Tsiang & P.T.Li
- Alyxia lehtungensis Tsiang
- Alyxia levinei Merr.
- Alyxia sinensis Champion
- Alyxia taiwanensis S.Y.Lu & Y.P.Yang
- Alyxia vulgaris Tsiang
- Pulassarium sinense (Champion ex Benth.) Kuntze